# Zoološki vrt Adelaide
Zoološki vrt Adelaide je drugi najstariji australski zoološki vrt. Adelaide je neprofitni zoološki vrt koji se nalazi sjeverno od centra grada Adelaide u Južnoj Australiji. Administrativne poslove vrta obavlja "Kraljevsko zoološko društvo Južne Australije". U zoološkom vrtu nalazi se oko 2500 životinja, odnosno oko 250 domaćih i egzotičnih vrsta. Pet zgrada unutar vrta na popisu su australske kulturne baštine, a zoo vrt unutar sebe ima veliki botanički vrt u kojem obitava domaća i egzotična flora.

## Povijest
Zoološki vrt Adelaide otvoren je 23. svibnja 1883. godine te je bio površine od 6,5 hektara (naspram sadašnjih 8 hektara). Zemljište za zoo vrt je osigurala australska vlada, a ono je osnovano od strane "Južnoaustralskog društva za aklimatizaciju i zoologiju".
Prvi direktor zoološkog vrta (1882. – 1893.) bio je Richard Ernest Minchin, a naslijedio ga je sin A. C. Minchin koji je zoo vrtom upravljao od 1893. do 1934. Njega je također naslijedio sin R. R. L. Mincin koji je zoološkim vrtom upravljao od 1934. do 1940. Sredinom 20-tog stoljeća Adelaide je bio aktivno uključen u izvoz živih ptica. Procjenjuje se da je kroz Adelaide i zoološki vrt Taronga prošlo preko 99% svih ptica koje su se izvozile. 

## Suvremeni Adelaide
Suvremeni zoo vrt odustao je od tradicionalnog držanja životinja isključivo u parovima te su sadašnje životinje grupirane kao što bi bile u divljini. Smještaj i briga o životinja pomno su planirani, a izgradnja infrastrukture rađena je planski kako bi što bolje simulirala divljinu i prirodno životinjsko stanište. 
Zoološki vrt fokusira se na držanje i očuvanje životinjskih vrsta s područja "Gondvane" (južni superkontinent koji se sastojao od većine kopnenih masa koje sačinjavaju današnje kontinente južne hemisfere: Antarktiku, Južnu Ameriku, Afriku, Madagaskar, Indiju, Arabiju, Australiju-Novu Gvineju i Novi Zeland). Botanički vrt ima biljke porijeklom iz sjeveroistočnih azijskih i australskih kišnih šuma. Suvremena kolekcija ptica je najveća takva kolekcija u cijeloj Australiji. 
Suvremeni vrt fokus je stavio na edukacijske programe posjetitelja i osoblja. Unutar samog objekta postoji posebni prostori koji služe za upoznavanje zoo vrta te za edukaciju djece (eng. "childern's zoo). Vrt također nudi noćne šetnje, ture i istraživaje životinja. 
U ljeto 2017. godine umro je posljednji australski ljenivac, odnono ženka je eutanazirana zbog komplikacija povezanih sa starosti. Vjeruje se kako je ženka ljenivca "Miss C" bila najstariji primjerak ove životinje na svijetu. Rođena je 1974. godine, a prosječni životni vijek vrste je 10 do 12 godina.
Zoološki vrt Adelaide je 2017. godine dobio nagradu za vodeću australsku turističku atrakciju.

## Incidenti
- 1909. godine magazin Strand izvijestio je kako je zmija iz zoološko vrta Adelaide pojela tepih težak oko 5,5 kilograma i dug oko jedan metar. Zmija je preživjela incident.
- 1985. godine dva muškarca su provalila unutar vrta te su usmrtili 64 životinje.[10]
- 30. listopada 2008. grupa tinejdžera prebila je slijepog 78-godišnjeg ružičastog plamenca. Sud je tinejdžere kaznio te je presudio kako je plamenac pretrpio "ekstreman stres".[11][12]
- 2009. godine orangutanica "Karta" pokušala je pobjeći, ali je bez fizičkih ozljeda vraćena unutar objekta.[13]

## Galerija iz zoološkog vrta
- Sirijski smeđi medvjed
- Afrički divlji pas
- Eclectus roratus
- Zapadnomočvarna kornjača
- Gibon
- Vodenkonji